# Papillaria longifolia
Papillaria longifolia là một loài Rêu trong họ Meteoriaceae. Loài này được (Schimp. ex Besch.) A. Jaeger miêu tả khoa học đầu tiên năm 1877.